# Tryck (förening)
Tryck är en ideell förening bestående av afrosvenska kulturarbetare och humanioraforskare verksamma inom svenskt kulturliv.  

## Historik
2009 tog ett antal svarta scenkonstnärer och kritiker initiativ till gruppen Svart scenkonst. Bland grundarna fanns bland annat Josette Bushell Mingo och Miriam Sise. Gruppen kom till som en reaktion på den bristande representationen inom svensk scenkonst. 2010 bytte gruppen namn och bildade föreningen Tryck. Namnet är inspirerat av den brittiska scenkonstfestivalen PUSH, som Bushell Mingo tidigare varit med och grundat.

## Verksamhet
Föreningen tog 2013 fram The black list, en förteckning över afrosvenska kulturarbetare i syfte att bryta normer och öka kunskapen om vilka kulturutövare som finns i Sverige. The black list utvecklades senare till kulturarbetarkatalogen Push, dit arbetsgivare inom kultursektorn kan vända sig för att hitta kulturarbetare ur den afrikanska diasporan.
Föreningen Trycks verksamhet består i övrigt till stor del av kunskaps- och erfarenhetsutbyte för de egna medlemmarna. Föreningen arrangerar också bland annat seminarier, panelsamtal och readings om afrosvenska kulturarbetares förutsättningar att verka i Sverige.